# Miloš Janša
Miloš Janša, slovenski veslač, * 5. september 1950, Bled.
Janša je za Jugoslavijo nastopil na Poletnih olimpijskih igrah 1972 v Münchnu v četvercu brez krmarja.